# Lily Brett
Lily Brett (n. 5 septembrie 1946, Feldafing, zona de ocupație americană în Germania⁠(d), Germania) este o romancieră, eseistă și poetă de origine australiană. Din 1989 locuiește în New York.